# Баттістелло Караччоло
Баттістелло Караччоло, або Джованні Баттіста Караччоло (Баттістелло) (італ. Battistello Caracciolo, 1578, Неаполь — 1635) — італійський художник доби раннього бароко.

## Історія вивчення
Він був популярним у Неаполі послідовником Караваджо. Але найранні згадки про майстра знайдені у творі історіографа Бернардо де Домінічі, оприлюдненого 1742 року. Пройшло забагато часу після смерті художника, тому Домінічі вимушено подав не достовірні відомості, а перекази, котрі не збіглися з даними архівних матеріалів.

## Життєпис
Майбутній художник — уродженець Неаполя. Хрестини відбулися 7 грудня 1578 року, тобто він народився трохи раніше дня хрестин. Його батьки Чезре Караччоло та його дружина Єлена. Справжнє ім'я сина — Джованні Баттіста Караччоло, що повністю збіглося з іменем італійського математика і професора. В історію неаполітанського живопису і історію мистецтв митець увійшов під іменем Баттістелло Караччоло. 
Первіну художню освіту здобув у майстерні місцевого художника Фабріціо Сантафеде ( 1560–1635). Навчання у Франческо Імпарато (бл.1520 — 1570) неможливе, позаяк він помер до народження Баттістелло Караччоло.

## Впливи Караваджо
Народження художньої манери самого Баттістелло відбулося після вимушених відвідин міста Неаполь Мікеланджело да Караваджо на зламі 1609-1610 рр. Новітня для митців Неаполя манера працювати з темними кольорами і яскравим бічним освітленням, без ясного відтворення перспективи і наближеними до глядача персонажами була швидко сприйнята найбільш обдарованими неаполітанськими художниками, серед котрих були  Хосе де Рібера і його учень Лука Джордано (ранні твори), Массімо Станціоне, Карло Селлітто, Маттіа Преті на початку своєї художньої кар'єри, декілька майстрів неаполітанського жанру натюрморт.

## Художня манера

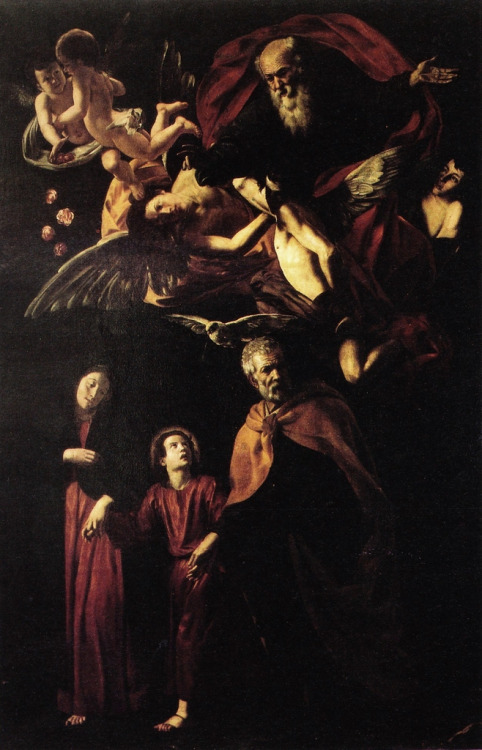
Баттістелло Караччоло. «Св. Родина під покровительством Бога»

Обдарування Баттістелло Караччоло виявилося дещо меншим, а колористичні здібності не такі яскраві, як у Караваджо. Тим не менше він зберіг прихильність і здатність до драматичних сюжетів і до колористичних пошуків, що стане перевагою в створенні картин середнього періоду творчості. Він навіть матиме честь створити вівтарний образ для неаполітанської церкви Піо Монте делла Мізерікордія, котру свого часу прикрасив сам Караваджо, створивши «Сім справ милосердя». Обидва твори розмістять неподалік один від одного.
На декотрий період Баттістелло Караччоло перехопив художню ініціативу у Неаполі і практично посів місце відомого неаполітанського майстра. Серед караваджистів його генерації він виділявся як добрим опануванням технологій олійного живопису, так і технології фресок, чого не знав навіть уславлений Караваджо, практично автодидакт і особа, що мала пробіли у власній художній освіті через покинутість і жебрацьку юність.

## Праця в інших містах Італії
У період 1618-1622 років Баттістелло Караччоло відвідав папський Рим, Флоренцію та Геную. Двічі він відвідував і Рим — у 1614 та у 1618 роках. Як фаховий художник він цікавився творами митців, що вже попрацювали в папській столиці і твори котрих зробили її відомим центром барокового мистецтва в Західній Європі. На нього мали вплив твори братів Караччі і відтепер художник відходить від стилістики караваджизму і насичує власні твори знахідками світлих колористичних гам, характерних для болонських художників та їхніх римських прихильників.

## Останні роки
Серед творів останнього періоду творчості — фрески в неаполітанському монастирі Сан Мартино («Христос миє ноги апостолам», 1622 р.), а також у церквах Санта Марія Нуова, Сан Дієго Алл Оспедалетто. 
Художник помер у Неаполі 1635 року.

## Вибрані твори
- " Мадонна з немовлям "
- " Шлях на Гологофу "

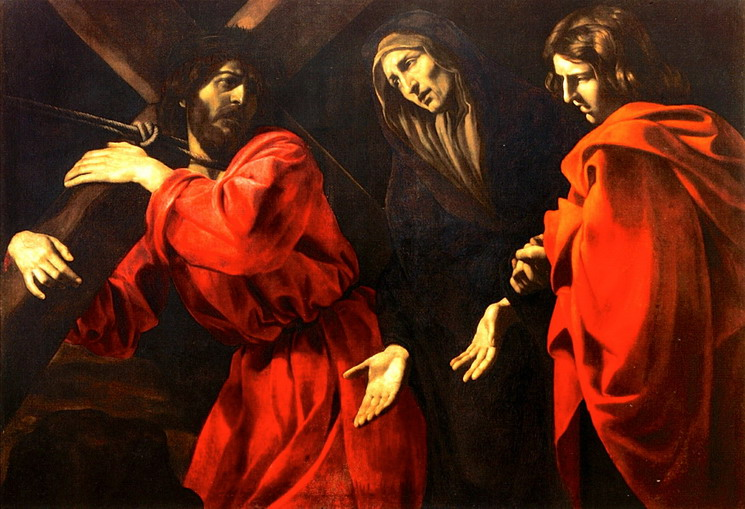
Баттістелло Караччоло. «Шлях на Голгофу», до 1622 р., Музей Каподімонте, Неаполь.

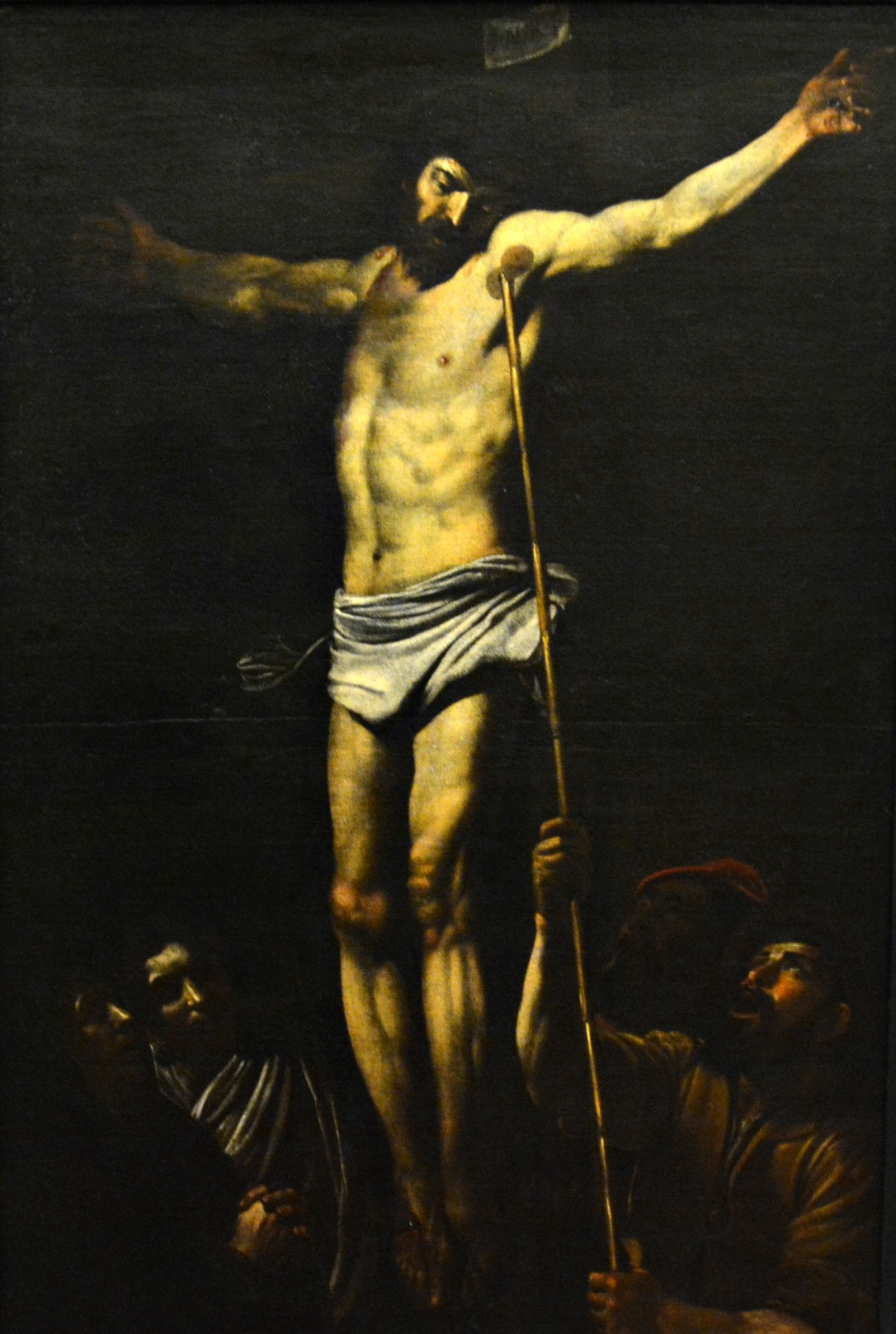
«Лонгин сотник подає Христу губку з оцтовою водою на Голгофі», бл. 1610 р.

- " Христос і Кайяфа ", Ермітаж, Санкт-Петербург
- " Вивільнення апостола Петра із в'язниці ", до 1609 року, Неаполь
- «Лонгин сотник подає Христу губку з оцтовою водою на Голгофі», бл. 1610 р.
- " Святі Кузьма і Дем'ян ", Національний музей Прадо, Мадрид
- " Франциск Ассізький ", абатство Монсеррат, Іспанія
- « Адам і Єва оплакують убитого Авеля», приватна збірка
- « Відпочинок святої родини на шляху до Єгипту», 1618 р., Палаццо Пітті, Флоренція
- « Сон Амура», Віндзорський палац, Велика Британія
- " Іван Хреститель в пустелі "
- «Свята Родина з верховним Богом у небі»
- « Мадонна з немовлям і св. Анною», Художньо-історичний музей, Відень
- " Знущання над Христом біля колони ", музей Каподімонте, Неаполь
- « Страта Івана Предтечі», 1620 р., Уффіці, Флоренція
- « Не торкайся мене» або «Христос садівник і Марія Магдалина», бл. 1620 р.
- " Христос миє ноги апостолам ", 1622 р.
- " Мучеництво св. Себастьяна ", 1625 р., Гарвардський художній музей, Сполучені Штати
- «Св. Онуфрій», 1625 р., Національна галерея старовинного мистецтва (Рим)
- «Венера і Адоніс», 1630 р., музей Каподімонте, Неаполь

## Галерея обраних творів

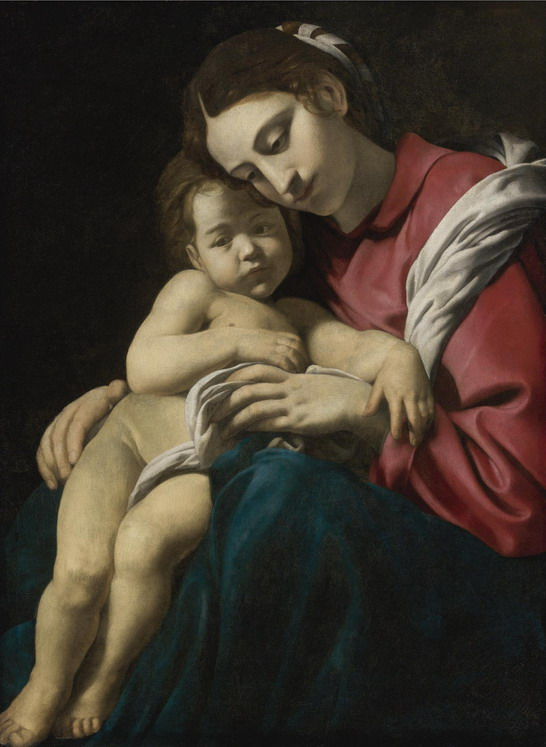
«Мадонна з немовлям», 1630-і рр.

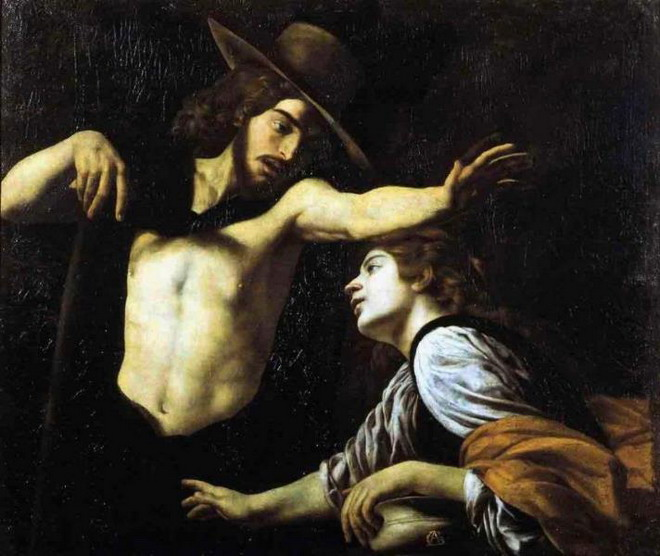
«Не торкайся мене», бл. 1620 р. Прато, міський музей

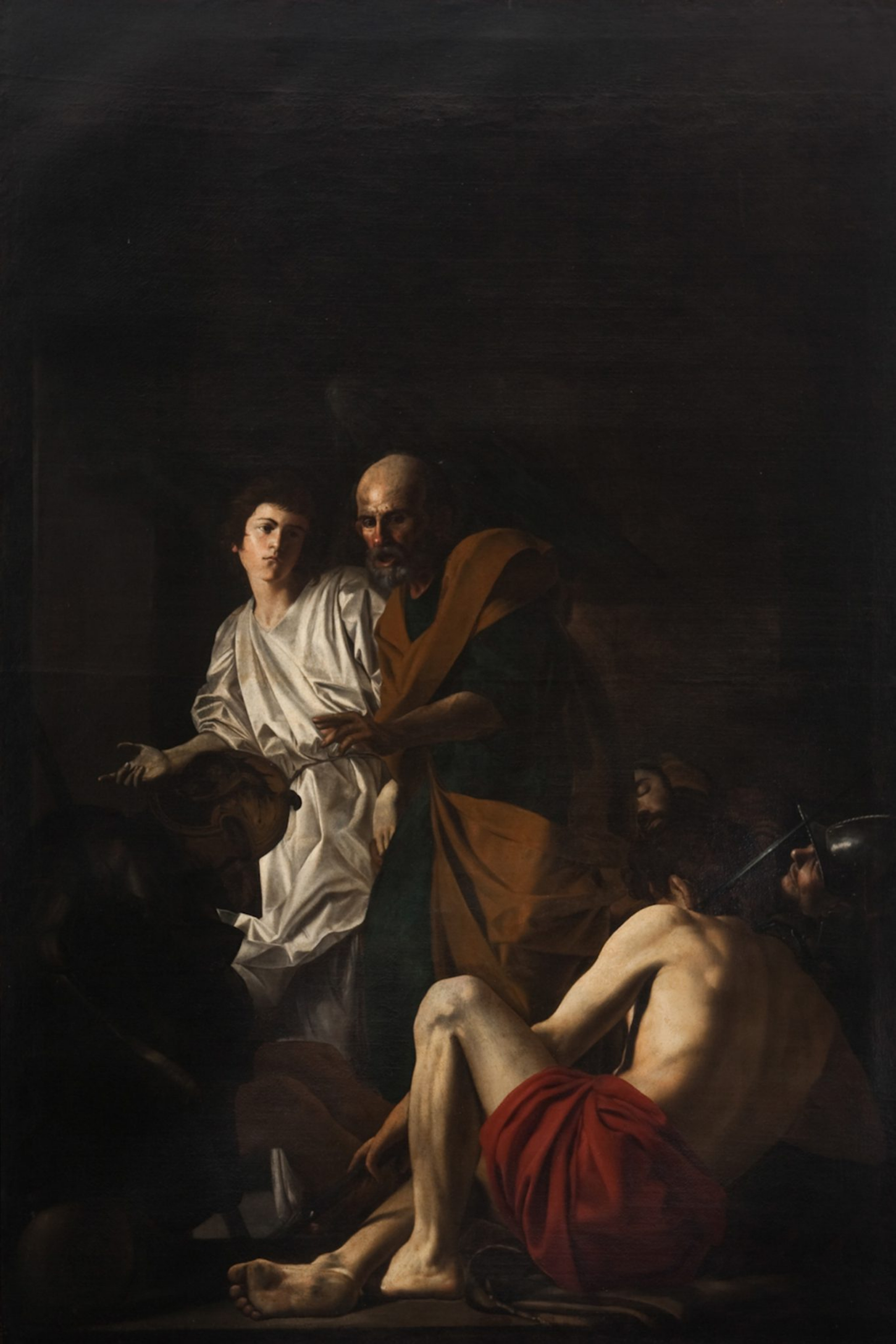
«Вивільнення апостола Петра із в'язниці», 1615 р., Піо Монте делла Мізерікордія, Неаполь
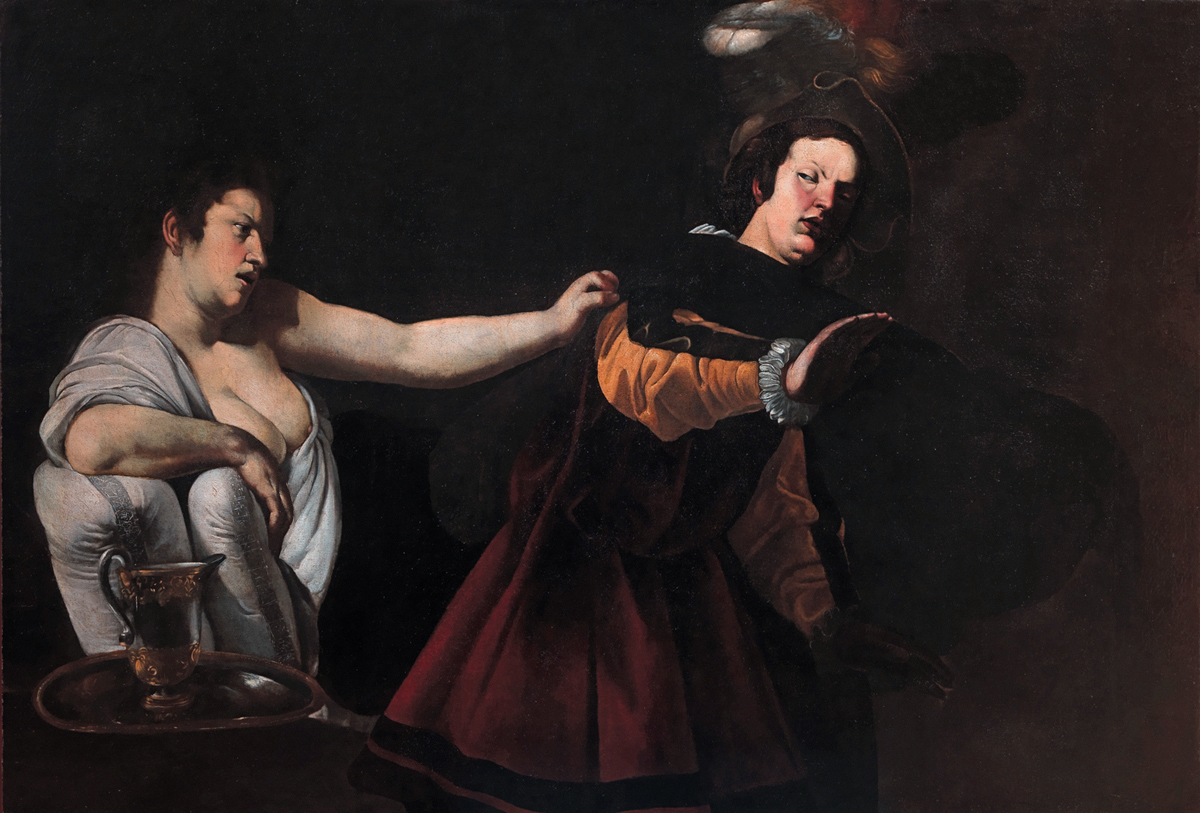
«Йосип Прекрасний обриває залицяння дружини Потіфара»
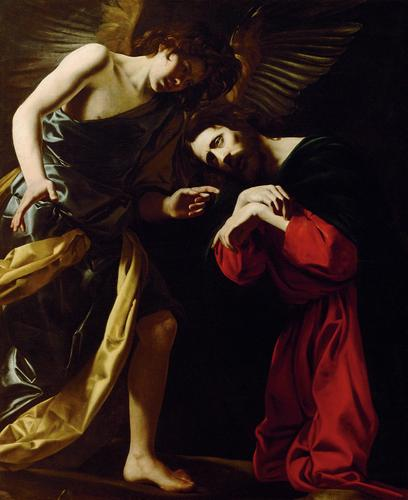
«Моління про чашу ?», бл. 1617 р., Музей історії мистецтв, Відень
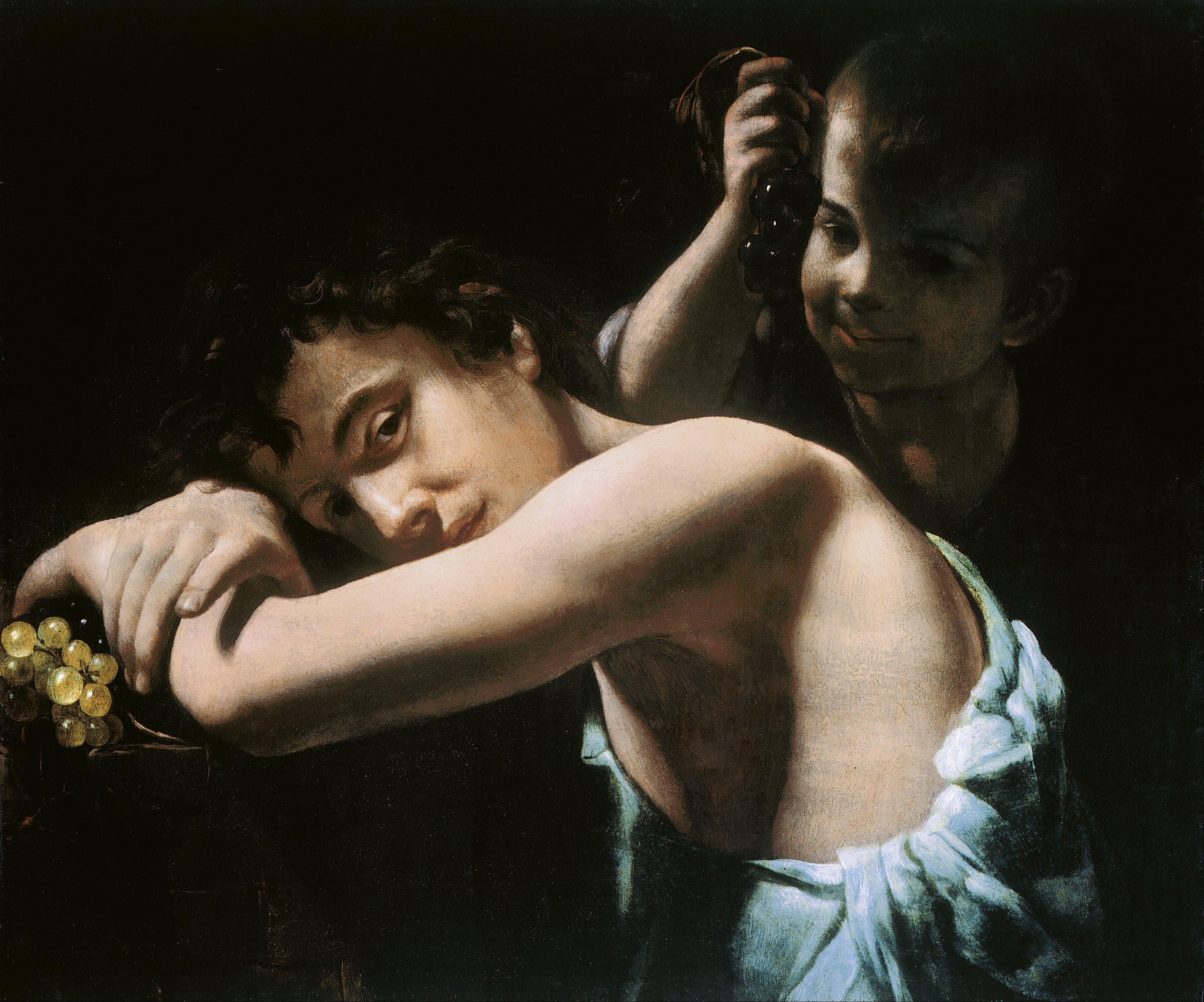
«Два підлітки з виноградом», до 1610 р., Художня галерея Південної Австралії
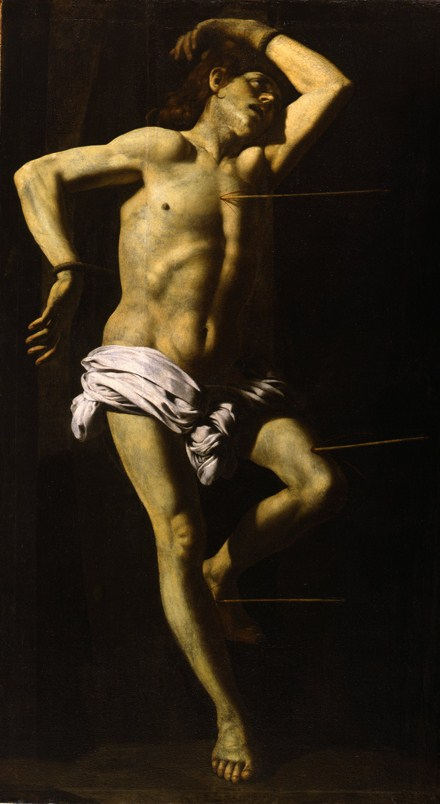
«Св. Себастьян». Художній музей Гарвардського університету, США
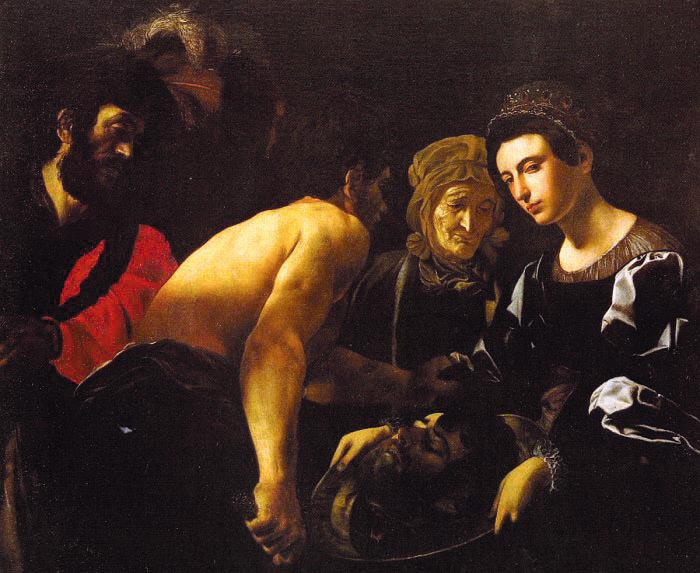
«Саломія з відрубаною головою Івана Хрестителя», Галерея Уффіці, Флоренція
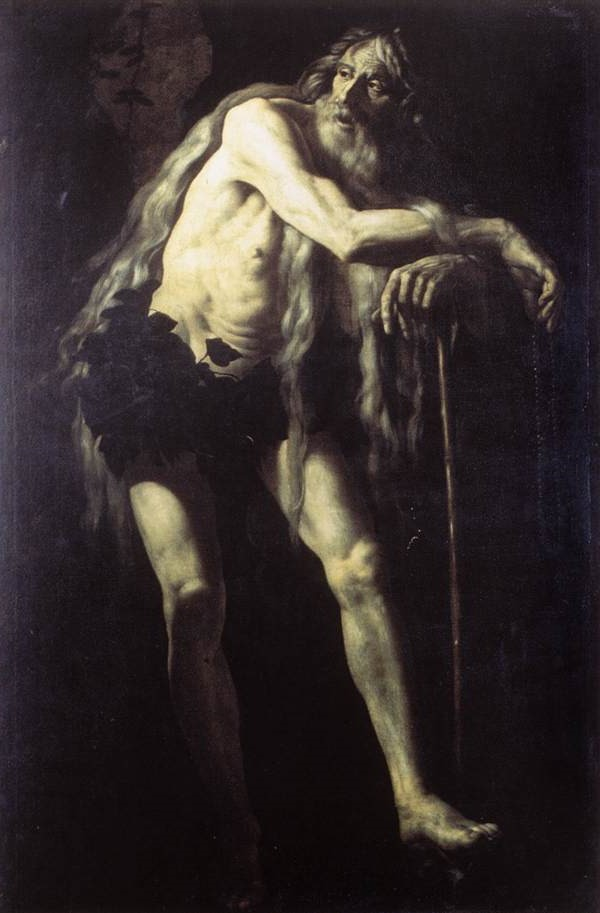
«Св. Онуфрій», Національна галерея старовинного мистецтва (Рим)
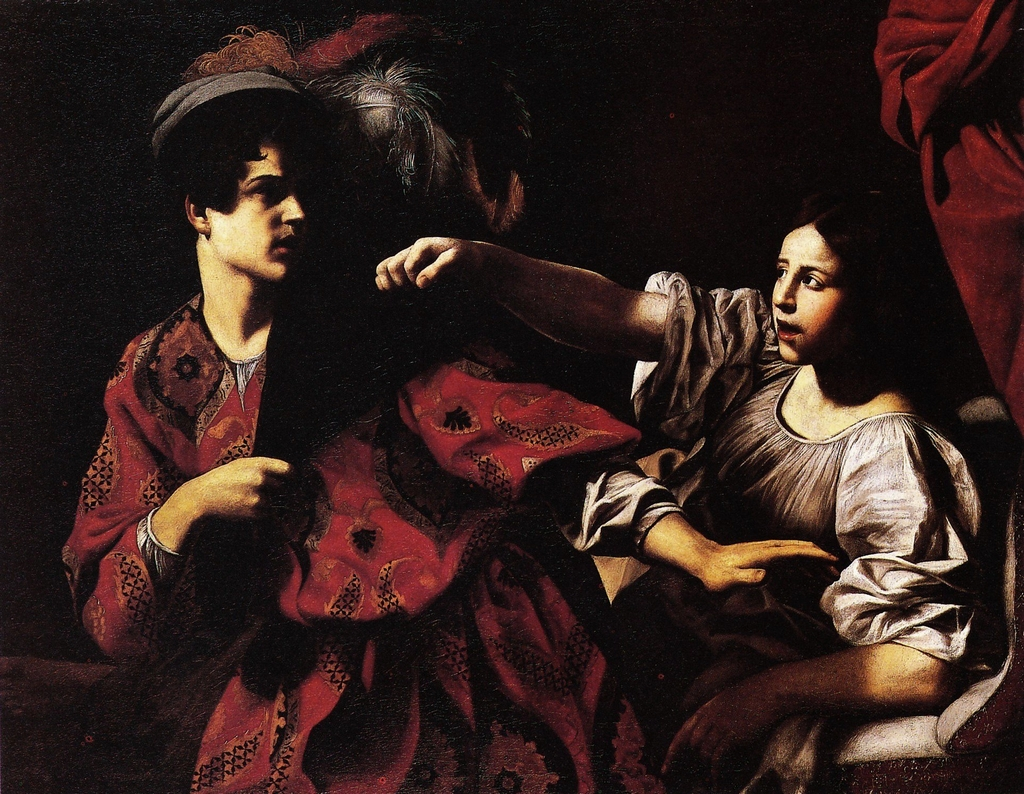
«Йосип Прекрасний обриває залицяння дружини Потіфара», варіант 1618 р.
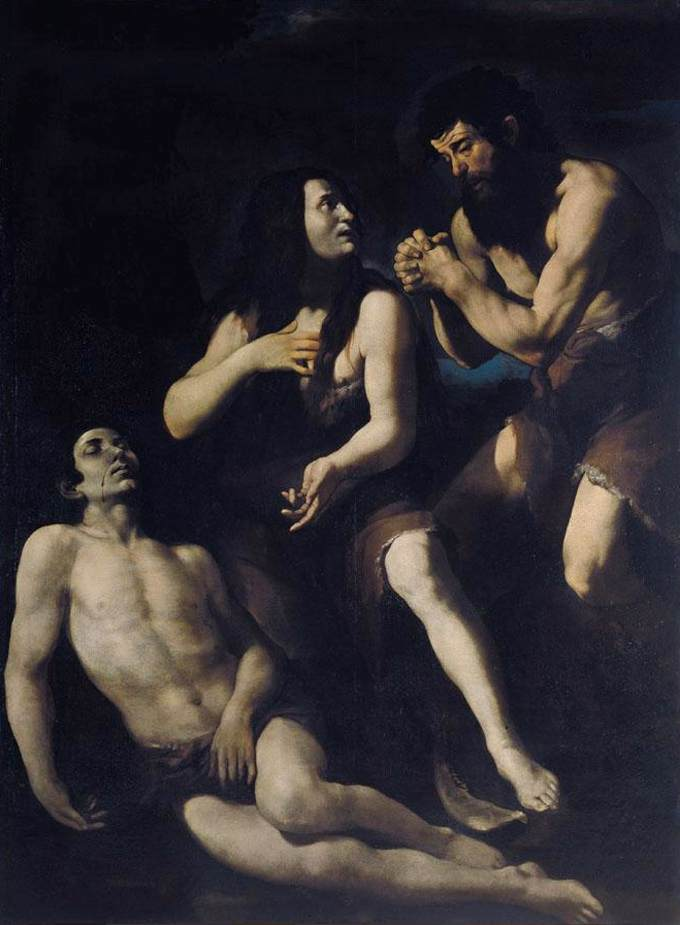
«Адам і Єва оплакують смерть Авеля»